# Tareq Al-Ghareeb
Tareq Al-Ghareeb (ar. طارق الغريب; ur. 25 lipca 1961) – kuwejcki judoka. Olimpijczyk z Los Angeles 1984, gdzie zajął trzynaste miejsce w wadze półciężkiej.
Uczestnik mistrzostw świata w 1983. Brązowy medalista igrzysk azjatyckich w 1986 roku.
Chorąży reprezentacji na igrzyskach w 1984 roku.

## Letnie Igrzyska Olimpijskie 1984
| Konkurencja | Eliminacje        | Klas. końcowa |
| Konkurencja | Przeciwnik I      | Miejsce       |
| ----------- | ----------------- | ------------- |
| 95 kg       | Leo White (USA) P | 13.           |